# Іоанн (Кратіров)
Єпископ Іоанн (у світі Іван Олександрович Кратіров; 27 липня 1839, село Лохта, Тотемський повіт, Вологодська єпархія — †12 лютого 1909, Москва) — український релігійний діяч фіно-угорського походження. Ректор Харківської духовної семінарії. Єпископ Сумський ВПСРІ. Єпископ Саратовський та Царицинський. Богослов. 

## Життєпис
Із родини священиків. Отримав домашню освіту. 
1850 – поступив до Тотемського духовного училища, яке закінчив у 1854. 
1860 – закінчив повний курс Вологодської духовної семінарії. 
1864 – закінчив Московську духовну академію.
9 листопада 1864 – призначений на посаду наставника у вищому і середньому відділеннях Вологодської духовної семінарії. 
24 квітня 1867 – зведений в ступінь магістра богослов’я. 
15 листопада 1867 – за проханням переміщений на ті ж дисципліни до Ярославської духовної семінарії, де 9 березня 1868 призначений помічником інспектора, а 10 липня – членом семінарського правління для присутності у педагогічних зібраннях. 
31 серпня 1870 – переведений до Московської духовної академії і затверджений там секретарем Ради та Правління. 
Кратірова запросили до Санкт-Петербургу чиновником по особливих доручень та ректором семінарії, але він відмовився. 
7 квітня 1883 – був призначений ректором Харківської духовної семінарії, 7 травня рукопокладений в диякона, 8 травня – в священики, 5 червня – в протоієрея. 
Завдяки йому була зведена нова будівля семінарського гуртожитку для викладачів. 
4 серпня 1884 – був головою Харківської єпархіальної училищної ради та відповідальним редактором богословсько-філософського часопису «Віра та розум». 
5 вересня 1888 став вдівцем. 
6 березня 1893 – був пострижений в чернецтво з іменем Іван, 7 березня – зведений в сан архімандрита. 
25 квітня 1893 – в Санкт-Петербурзі відбулася хіротонія в єпископа Сумського, вікарія Харківської єпархії. 
17 січня 1895 — єпископ Єлисаветградський, вікарій тієї ж єпархії. 
23 серпня 1895 – переведений до митрополита Палладія Раєва єпископом Нарвським, вікарієм Санкт-Петербурзької єпархії, 31 серпня призначений ректором Санкт-Петербурзької духовної академії. 
3 жовтня - 25 грудня 1898 – під час хвороби, а потім смерті митрополита Палладія Раєва тимчасово керував Санкт-Петербурзькою єпархією. 
3 лютого 1899 – призначений єпископом Саратовським та Царицинським на місце архієпископа Миколи Налімова. 
29 грудня 1899 — почесний член Санкт-Петербурзької духовної академії. 
Восени 1902 – викликаний Синодом до Санкт-Петербургу. 
12 березня 1903 – звільнений від управління Саратовської катедри і призначений членом Московської Синодальної Контори та управителем Ставропігіальним Симоновим монастирем. 
5 грудня 1908 – був звільнений від посади штатного члена та від настоятельства в Симоновому монастирі без пенсії. 
Помер 12 лютого 1909 – помер. 